# Larat
Larat är en ö i Indonesien.   Den ligger i provinsen Moluckerna, i den östra delen av landet, 2 800 km öster om huvudstaden Jakarta. Arean är 217 kvadratkilometer.
Terrängen på Larat är platt. Öns högsta punkt är 119 meter över havet. Den sträcker sig 16,9 kilometer i nord-sydlig riktning, och 30,2 kilometer i öst-västlig riktning.